# Ada Colau
Ada Colau Ballano (Barcelona, 3 de marzo de 1974) es una activista social y política española, alcaldesa de Barcelona entre 2015 y 2023, la primera mujer en ocupar el cargo. Fue una de las fundadoras de la Plataforma de Afectados por la Hipoteca en Barcelona en 2009 y su portavoz hasta mayo de 2014. Fue cabeza de lista en las elecciones municipales de 2015 de la coalición electoral Barcelona en Comú, formación que consiguió ser la más votada en la ciudad de Barcelona. En las elecciones municipales de 2019, repitió como cabeza de lista y, aunque quedó segunda en número de votos tras ERC, cuya lista estaba encabezada por Ernest Maragall, resultó reelegida alcaldesa gracias a los votos de los concejales de su formación, los del PSC y tres concejales del grupo encabezado por Manuel Valls. Después de un tercer puesto en las elecciones de 2023, terminó abandonando la política municipal activa.

## Biografía
Hija de padres divorciados desde los tres años, su padre, Ramón Colau Rami (nacido en Barcelona, el 3 de julio de 1948), es creativo publicitario jubilado, y reside actualmente en La Isleta del Moro (Almería). Su madre, Agustina Ballano Bernal (nacida en Almazán, Soria, en 1951), es asesora inmobiliaria, y es pareja del escritor y dramaturgo Antón Layunta González, con quien tuvo otras tres hijas: Lucía y las gemelas Clara y Alicia. Ada se crio en el barrio barcelonés de El Guinardó y después vivió en Congrés y Ciudad Vieja. Estudió en un colegio del barrio de Sarrià-Sant Gervasi, en la Academia Febrer y, posteriormente, comenzó estudios superiores en la Facultad de Filosofía de la Universidad de Barcelona, que no superó, quedando a 30 créditos de lograr la licenciatura. Según su testimonio, comenzó su trayectoria como activista a principios de la década de los 90, durante las protestas contra la Guerra del Golfo. Durante su periodo universitario, estudió un curso en Milán con una beca Erasmus. A principios de la década de 2000, desarrolló una breve carrera televisiva, actuando en la serie Dos + Una que emitió Antena 3 Televisión. Paralelamente estuvo vinculada al movimiento okupa y participó en diversas movilizaciones, como la que tuvo lugar contra el G-8 en los consulados de Francia y Suiza en Barcelona en el año 2003 para protestar por la situación de Martin Shaw, un activista que resultó herido durante la cumbre del G8 en Évian-les-Bains (Francia). Colau ha manifestado que hace «vida de activista» desde 2001. Vinculada también con el movimiento antiglobalización, en 2003 formó parte del movimiento Aturem la guerra, que se movilizó en contra de la segunda guerra de Irak. En 2006 participó en el Movimiento por una vivienda digna en España.
Tras trabajar como responsable de Vivienda en el Observatorio de Derechos Económicos, Sociales y Culturales (Observatorio DESC) de Barcelona.
En diciembre de 2017 se declaró abiertamente bisexual. En marzo de 2019 abrió un canal de YouTube llamado Ada Colau donde publicó una serie de vídeos para contar sus opiniones y reflexiones.
Además de catalán y castellano, habla también el italiano con fluidez.

### Descendencia
Tiene dos hijos (Luca, nacido en 2011, y Gael, nacido en 2017) con su pareja, el economista y miembro de la PAH, Adrià Alemany (nacido en Barcelona en 1979).

## Vida pública

### Creación de la PAH

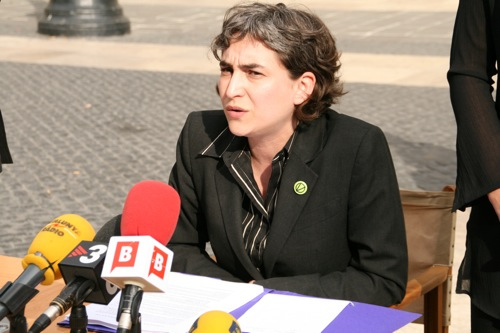
Ada Colau en 2006

Participó en 2006 en el movimiento V de Vivienda y en el Taller contra la Violencia Inmobiliaria. En 2009 Ada Colau fue una de los organizadores de la Plataforma de Afectados por la Hipoteca en Barcelona, que aglutinó a varios movimientos relacionados con esta problemática social, centrándose en la deuda hipotecaria y los desahucios, y reivindicando la dación en pago. La creación, de manera asamblearia, de distintas plataformas de afectados por las ejecuciones hipotecarias, ante el impago de las deudas contraídas por los bancos, se extendió por toda España. Cuando posteriormente los desalojos se comenzaron a multiplicar, la PAH lanzó, en noviembre de 2010, la campaña Stop Desahucios. El Movimiento 15-M y la plataforma Democracia Real Ya en 2011 ayudaron de manera decisiva a divulgar las reivindicaciones de las distintas plataformas, además de colaborar activamente, muchos de sus miembros en la campaña Stop Desahucios.
En el transcurso de 2012, Ada Colau adquirió notoriedad mediática en España como la principal representante y portavoz de los afectados por las hipotecas, aunque paradójicamente nunca se ha hipotecado. En 2007 okupó, junto otros activistas, un edificio privado para denunciar el acoso inmobiliario de unos inquilinos al que denominaron Espai Social Magdalenes (actualmente es el hotel Catalonia Magdalenes). Los pisos fueron desalojados en abril de 2010 por la policía autonómica. Posteriormente ha vivido de alquiler.
Es coautora del libro Vidas Hipotecadas, publicado originalmente en catalán y editado en castellano en junio de 2012.

### Iniciativa legislativa popular por la vivienda digna
En febrero de 2013, Ada Colau fue la encargada de presentar en nombre de la PAH, del Observatorio de Derechos Económicos, Sociales y Culturales y de otros movimientos sociales, una iniciativa legislativa popular en el Congreso de los Diputados, para que se elaborase una nueva legislación en materia hipotecaria. La ILP, avalada con 1 402 845 firmas de ciudadanos, contenía una proposición de ley para la regulación de tres aspectos fundamentales: la dación en pago como fórmula preferente para la extinción de la deuda contraída con el banco por vivienda habitual; la moratoria de todos los desahucios por ejecución hipotecaria de viviendas habituales, y la ampliación del alquiler social de las viviendas en manos de los bancos.

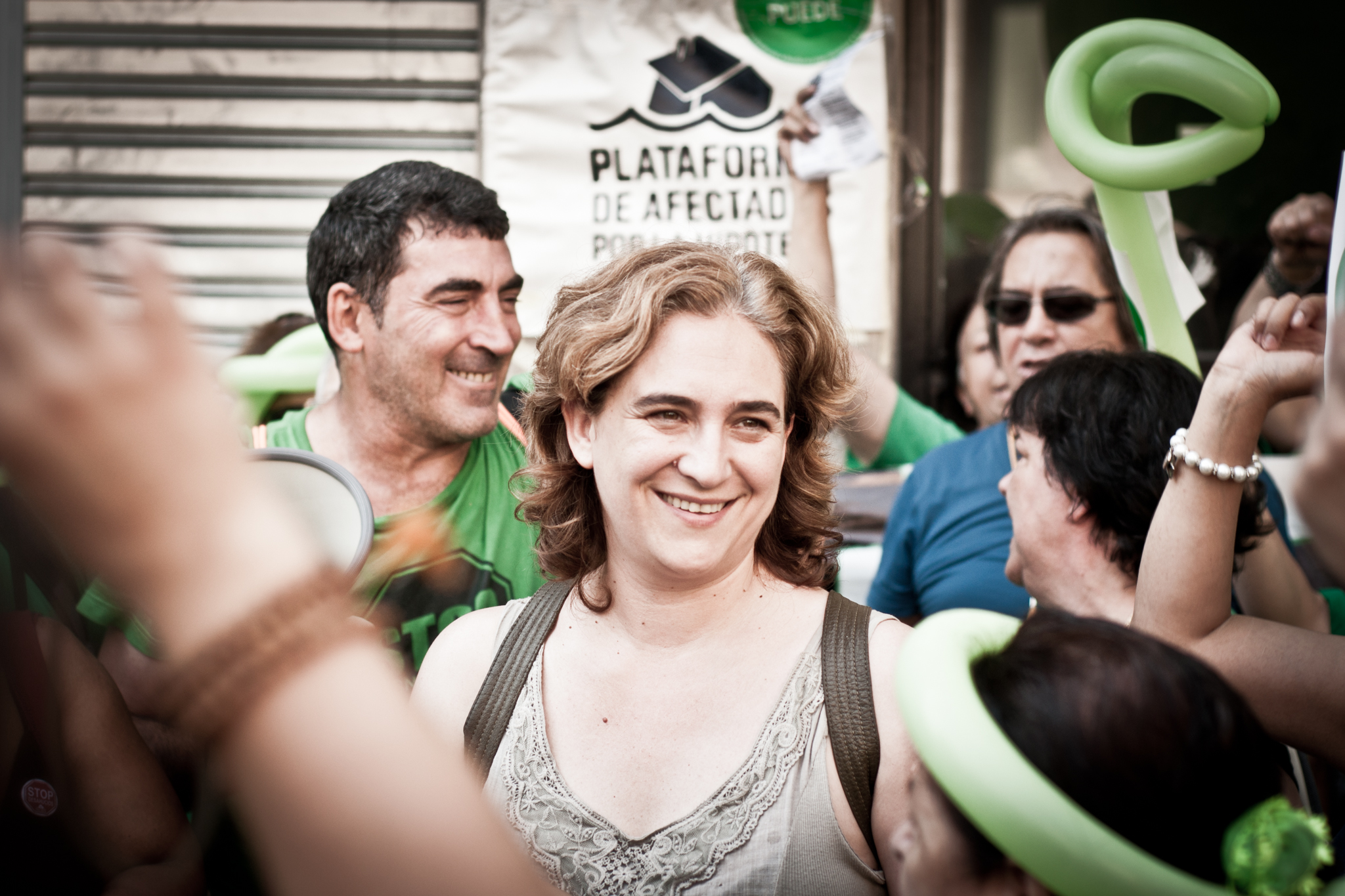
Ada Colau en 2013 en una manifestación de la PAH

El 5 de febrero de 2015, Ada Colau defendió personalmente las propuestas contenidas en la ILP de la PAH ante la Comisión de Economía del Congreso. Una semana después, en virtud del voto unánime de los diputados, los grupos parlamentarios admitían a trámite la ILP para su estudio y eventual debate. Tras conocer la decisión del pleno de la Cámara, Colau declaró que la aprobación a trámite de la ILP sobre la dación en pago era «una victoria ciudadana y no de ningún partido». Asimismo, reclamó que el contenido de la ILP no se viera «pervertid[o] ni descafeinad[o]» durante su tramitación parlamentaria. En una entrevista en el diario Público, Colau manifestó que «votar cada cuatro años es totalmente insuficiente» y que «los desahucios son uno de los actos más violentos que existen».
Durante el trámite, el 14 de marzo de 2013, el Tribunal de Justicia de la Unión Europea (TJUE) dictaminó que las leyes españolas sobre desahucios no garantizan a los ciudadanos una protección suficiente frente a cláusulas abusivas en las hipotecas y vulneran la normativa comunitaria. Según la sentencia, el juez podrá paralizar los desahucios en cumplimiento de la normativa comunitaria indicada. Para la PAH «la sentencia es un respaldo al contenido de la Iniciativa Legislativa Popular, cuyas medidas se habían cuestionado por su carácter retroactivo. A la luz de la doctrina del TJUE, la retroactividad es una necesidad, no sólo una posibilidad reconocida en la Constitución. Una necesidad ya que plantea la nulidad de las ejecuciones hipotecarias realizadas desde el año 1993, fecha de la Directiva en la que se basa la sentencia para declarar ilegal el procedimiento español. No puede sostenerse que una persona sea condenada a pagar una deuda perpetua derivada de un procedimiento ilegal».
Finalmente, en nombre de la PAH, Ada Colau anunció la retirada simbólica de la ILP, después de que el Partido Popular aprobara una ley que, de acuerdo con la PAH, vulneraba el “espíritu” y las “demandas” que habían presentado, enfrentándose así a la voluntad popular en el ámbito nacional.

### Alcaldesa de Barcelona

#### Candidatura para las elecciones de 2015

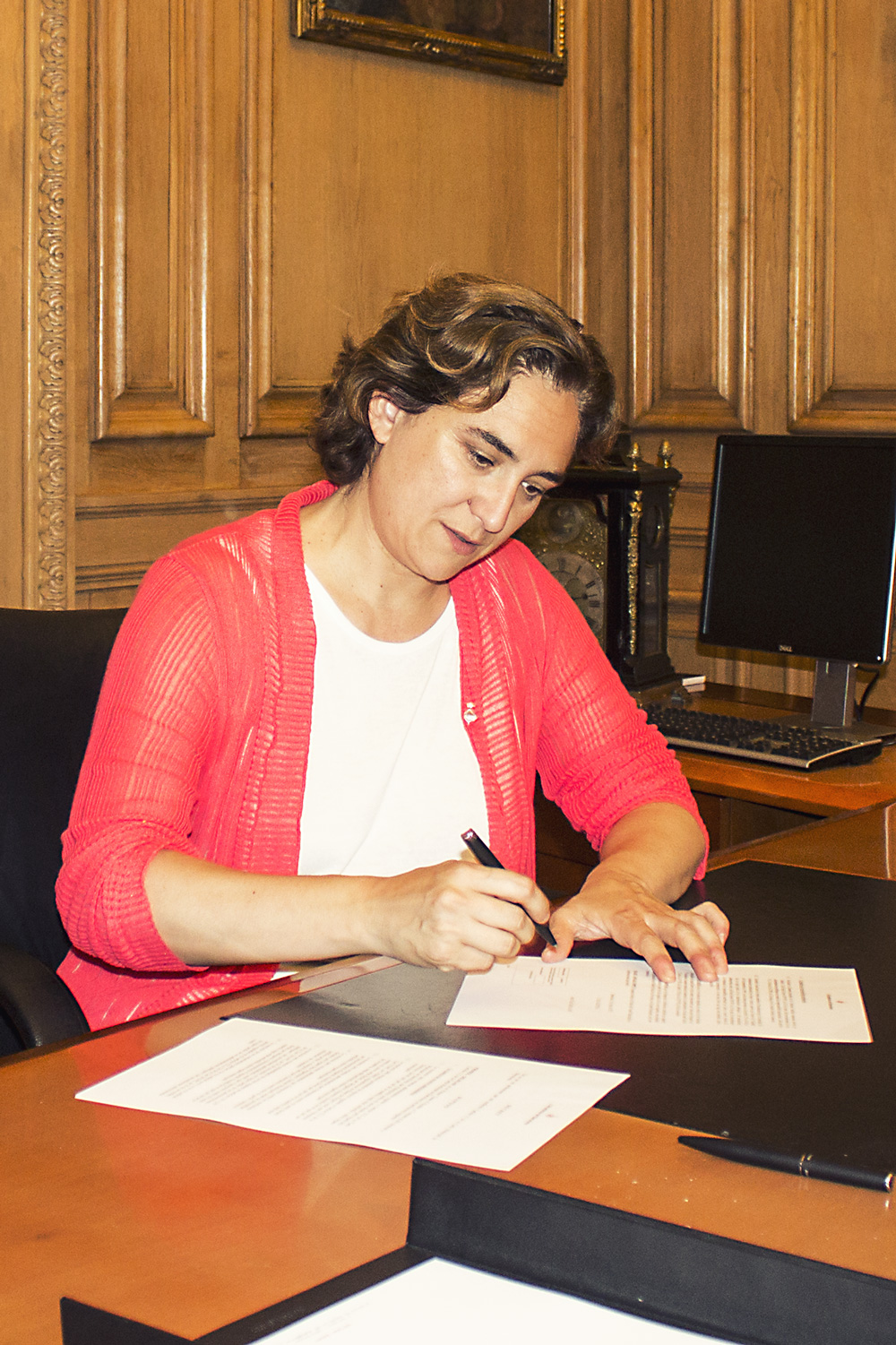
Investidura de Ada Colau como alcaldesa

El 7 de mayo de 2014, Ada Colau anunció que dejaba la portavocía de la PAH. Apenas un mes más tarde, junto a varias personas vinculadas a los movimientos sociales y vecinales, Colau presentó Guanyem Barcelona, una plataforma ciudadana creada con el objetivo de «construir una candidatura de confluencia» de cara a las elecciones municipales de 2015 en la capital catalana. Tras varios meses de trabajo, en febrero de 2015 se presentó la coalición electoral Barcelona en Comú (BC) con la confluencia de Iniciativa per Catalunya Verds, Esquerra Unida i Alternativa, Equo, Procés Constituent, Podemos y la plataforma Guanyem.

#### I mandato (2015-2019)
El 24 de mayo de 2015 encabezó la lista electoral de Barcelona en Comú a las elecciones municipales de la ciudad condal, logrando una histórica victoria con 11 concejales y 176.612 votos (el 25,21 % del total), frente a la candidatura de CiU encabezada por el alcalde Xavier Trias. Tras su histórica victoria, al presentarse por primera vez a unas elecciones, fue investida en el cargo de alcaldesa el 13 de junio de 2015 con el voto favorable de BComú (11), ERC (5), PSC (4) y de un concejal de la CUP. Ada Colau se convertía así en la sexta alcalde desde la restauración de la democracia y en la primera alcaldesa de la historia de la ciudad. 
Desde su elección como alcaldesa de Barcelona, la figura de Colau ha estado relacionada con diversas polémicas en relación con la monarquía (retirada del busto de Juan Carlos I del Salón de Plenos), la religión (la defensa del poema que cerró la entrega de premios Ciudad de Barcelona, que recibió críticas por "ofensivo" y "blasfemo"), los empresarios (moratoria para frenar los hoteles en la ciudad) y las fuerzas armadas (Colau declaró la presencia de los militares en el Salón de la Enseñanza de Barcelona como «no grata»).
Al cumplir un año de su mandato, las promesas electorales se enfrentaron a la realidad. Pese a centrar su programa en el acento social y una imagen austera no pudo bajarse el sueldo, como había prometido, pues la oposición no lo permitió. Colau y sus concejales destinaron, no obstante, parte del salario a entidades sociales. Proclamó que Barcelona dejaba de optar a los Juegos Olímpicos de invierno. Durante la campaña electoral, anunció que Barcelona dejaría de destinar cuatro millones de euros al año al gran premio de Fórmula 1 de Montmeló, luego se retractó y mantuvo la mitad de la subvención. En la misma campaña, anunció 30 guarderías en cuatro años, con una inversión de 100 millones de euros. Al final, solo se estimó posible hacer 10 de las cuales 4 ya estaban anunciadas, con un presupuesto de 19,8 millones. 
Durante el Mobile World Congress de 2016 se enfrentó a los trabajadores del metro que anunciaron huelga durante su celebración. Colau desveló públicamente la nómina media de la plantilla del metro para justificar su negativa a subir los salarios.
El Consistorio de Colau se ha volcado en las zonas menos favorecidas de la ciudad, como el eje del Besós, ha triplicado las ayudas a familias que reciben una beca de comedor y abierto cuatro oficinas de pobreza energética. Creó la Unidad contra la Exclusión Residencial (UCER), que ha detenido medio millar de desahucios; no obstante no ha podido frenar los precios de los alquileres, ajeno a su competencia, que es un problema acuciante en la ciudad. El Consistorio también ha conseguido la cesión voluntaria de viviendas vacías de bancos y entidades financieras, una medida no exenta de amenazas con sanciones, imponiendo 13 multas a grandes tenedores de vivienda por prácticas punibles.
En septiembre de 2016 el Consistorio de Colau lanza un primer proyecto «supermanzana» para Barcelona, en el barrio de Poblenou, como laboratorio de pruebas para experimentar una nueva configuración en la movilidad en la ciudad dando prioridad al peatón y los ciclistas. La iniciativa recibió alabanzas internacionales, sin embargo suscitó reproches de expertos que alertaban de un especulativo encarecimiento de la zona y quejas vecinales que consideraban perjudicaba sus intereses. Se creó la Plataforma d'afectats per la superilla que organizó una consulta ciudadana con participación de 1739 personas que se manifestaron mayoritariamente contra el proyecto tal y como lo estaba aplicando el Consistorio. El Ayuntamiento ignoró las alegaciones de los afectados, y el gerente de Ecología, Urbanismo y Movilidad, Jordi Campillo, defendió que la «prueba piloto» de la supermanzana había concluido con éxito descartando que Colau se reuniese con la plataforma. La plataforma decidió  recurrir a la vía judicial, alegando por su parte que la supermanzana del Poblenou es «contraria a la legislación vigente» en materia de urbanismo y de movilidad.
El gobierno municipal de Ada Colau, desde buen principio, ha mantenido choques y reproches con el Gremio de Restauración por la aplicación de nuevas ordenanzas en materia de terrazas que según el gremio afectaba más a los pequeños empresarios. Un pulso que mantuvo durante más de dos años, llegando a un acuerdo para flexibilizar la ordenanza a finales de 2017.
En un evento organizado por Podemos en junio de 2016 en Madrid, Colau declaró haber sufrido acoso ya siendo alcaldesa. El episodio tuvo lugar en un encuentro de personas del mundo judicial al que la alcaldesa acudió como representante del Ayuntamiento de Barcelona: «Vinieron dos hombres y haciéndose los simpáticos me preguntaron si tenía novio y que estaba muy buena y que si podíamos hacer alguna cosa». En la entrega del XII Premio 25 de noviembre en novimebre de 2017, también narró cómo en dos momentos de su vida se sintió en riesgo de ser violada.
En noviembre de 2017 Colau y Barcelona en Comú rompen el pacto de Gobierno que mantenían con el PSC, en protesta por la aplicación del artículo 155 de la Constitución española. Las dificultades del Ayuntamiento para sacar adelante grandes proyectos y la falta de apoyos de otras fuerzas políticas derivaron en polémicas como la suscitada en el tema de la vivienda después de que el Consistorio impulsase la creación de pisos sociales prefabricados.
A finales de febrero de 2018 la alcaldesa fue objeto de polémica al no acudir al recibimiento de las autoridades a Felipe VI en la inauguración del Mobile World Congress.
La alcaldesa participa en la huelga del 8 de marzo de 2018 asegurando que «o se escucha a las mujeres o nos encargaremos de que la economía se pare y las cosas comiencen a cambiar». Según declaró, la jornada puede marcar «un punto de inflexión». El Ayuntamiento de Barcelona ha aumentado considerablemente el gasto social bajo el mandato de Colau; sin embargo, las políticas en vivienda social han sido objeto de polémica por medidas como la utilización de contenedores o habitáculos prefabricados. El turismo en la ciudad condal cayó un 10 % en beneficios en el último trimestre de 2017 y un 5,5 % en visitantes internacionales, quienes representan un 80 % del total.
El 15 de abril de 2018, durante la inauguración de la calle Pepe Rubianes en el barrio de la Barceloneta, que sustituye en nombre al anterior Almirante Cervera, manifiesta «que a Rubianes, que vivió en esa misma calle, le habría gustado que “su amado público” se reuniese para quitarle el nombre a un “facha” y ponérselo a él mismo», lo que provoca una respuesta en la prensa y otra vez en redes sociales haciendo referencia, en esta ocasión, a un héroe de la guerra de Cuba fallecido en 1909, dos décadas antes de la existencia de un partido fascista. El bisnieto del almirante, Ángel Luis Cervera Fantoni, doctor en Historia y Economía, que lleva 25 años estudiando el Desastre del 98, dio su opinión sobre lo dicho por Colau, afirmando que «las palabras de Colau prueban su grado de ignorancia» y es «una barbaridad histórica que da muestra de su cultura».
Colau impulsó también una empresa energética municipal, Barcelona Energía, que inició su actividad en julio de 2018, con el objetivo de ofrecer un suministro de energía asequible y procedente de energías renovables a los municipios del Área Metropolitana de Barcelona. La empresa inició su actividad dando servicio al Ayuntamiento y diversos organismos públicos, además del alumbrado público y los semáforos, mientras que en una segunda fase, iniciada el 1 de enero de 2019, se pasó a dar servicio a unos 20 000 hogares. Con su puesta en funcionamiento, Barcelona Energía pasó a ser la mayor comercializadora pública de energía eléctrica de España.
También en 2018 impulsó el Recurso Económico Ciudadano o REC, una moneda digital de ámbito local que se lanzó en mayo de 2018 en fase de prueba piloto con diversos comercios de la ciudad. Su símbolo es Ɍ. Su objetivo es fomentar la economía de barrio y el comercio de proximidad, así como fortalecer las redes asociativas. El REC tiene paridad con el euro y permite realizar pagos entre la tarjeta o móvil del cliente y el móvil de los comercios mediante la tecnología blockchain, a través de una aplicación para móvil o una tarjeta con código QR.
En septiembre de 2018, el consistorio de Ada Colau pacta con PDeCAT, apoyar una medida que obligará a los promotores de nueva vivienda a destinar un 30 % a vivienda de protección oficial.

#### II mandato (2019-2023)
En diciembre de 2018, Ada Colau confirmó que volverá a presentarse como alcaldesa de Barcelona por Barcelona en Comú.
Cabeza de lista de la candidatura de Barcelona en Comú-En Comú Guanyem en las elecciones municipales del 26 de mayo de 2019, la lista quedó segunda en número de votos (20,7 % del total de votos válidos), empatando en concejales (10) con la lista más votada, la de «Esquerra Republicana de Catalunya-Ernest Maragall Alcalde+BCN-Nova-Acord Municipal» encabezada por Ernest Maragall. Anunció entonces su voluntad de abrir negociaciones para alcanzar un acuerdo de gobierno tripartito entre las tres fuerzas que denominó «progresistas y de izquierda» con representación en la nueva corporación (Barcelona en Comú, ERC y PSC), que sumaban 28 de los 41 escaños del pleno. Los días posteriores a las elecciones municipales Manuel Valls (cabeza de lista de Barcelona pel Canvi-Ciutadans) anunció su voluntad de que los 6 concejales de su grupo municipal votaran a favor «sin condiciones» de la investidura de Ada Colau para evitar la investidura como alcalde de Ernest Maragall; Ciudadanos-Partido de la Ciudadanía (partido al que se adscribían 3 concejales electos de la candidatura de BCN Canvi-Cs) desautorizó este extremo.
El 7 de junio de 2019 las bases de Barcelona en Comú avalaron en una votación presencial que Colau se presentara a la investidura para un segundo mandato como alcaldesa con una amplia mayoría del 94 % (457 votos a favor y 27 en contra). El 15 de junio Ada Colau fue reelegida alcaldesa tras alcanzar un pacto de gobierno con el PSC y gracias al voto a favor de los tres concejales de Manuel Valls (los otros tres, adscritos a Ciudadanos, votaron en blanco al retirar Valls su candidatura), por lo que fue elegida por mayoría absoluta (21 votos de 41).

#### Candidatura a las elecciones de 2023
El 15 de mayo de 2022 una votación de Barcelona en Comú (211 votos a favor y una abstención) permite a Ada Colau presentarse por tercera vez a la alcaldía de la ciudad de Barcelona durante las elecciones municipales de 2023.
Tras quedar por detrás de Xavier Trias (JUNTS) y Jaume Collboni (PSC), termina apoyando al segundo como alcaldable, siendo este investido. Antes de llegar a la mitad de la legislatura, Ada Colau abandona su escaño y se retira de la política activa de Barcelona. Desde 2025 es presidenta de la Fundación Sentit Comú, ligada a Catalunya en Comú.

## Premios
- 2013: Premio Derechos Humanos Festival de Cine y Derechos Humanos de Barcelona, entregado a una persona o entidad por su difusión y protección a los Derechos Humanos.[84]
- 2013: Premio Defensores de Derechos Sociales, Ada Colau y Rafael Mayoral, en representación de la Plataforma de Afectados por la Hipoteca (PAH). Otorgado por el medio periodístico Periodismo Humano.[85][86]
- 2013: Premio Mujeres en Unión de Unión de Actores.[87]
- 2025: Medalla de Oro del Ayuntamiento de Barcelona.[88]

## Publicaciones
Libros
- 2012. Ada Colau y Adrià Alemany, Vidas Hipotecadas. Prólogo de Gerardo Pisarello y José Coy, Traducción del catalán por Mariano Veloy, Angle Editorial - Cuadrilátero de Libros, 1.ª edición en castellano, junio de 2012. ISBN 978-84-940037-3-8. 237 pp.
- 2013. Ada Colau y Adrià Alemany, ¡Sí se puede! Crónica de una pequeña gran victoria. Editorial Destino, Colección Imago Mundi, 19 de abril de 2013. ISBN 978-84-233-4690-5. 96 pp.[89][90]

Artículos
- 2011. Ada Colau, Cómo parar un desahucio, Plataforma de Afectados por la Hipoteca PAH, julio de 2011.